# Ghána vasúti közlekedése
Ghána vasúthálózatának hossza 947 km, mely 1067 mm nyomtávolságú. Villamosított vonalak nincsenek az országban.

## Vasúti kapcsolata más országokkal
Az ország jelenleg nincs kapcsolatban egy szomszédos ország vasúthálózatával sem.

## Képgaléria

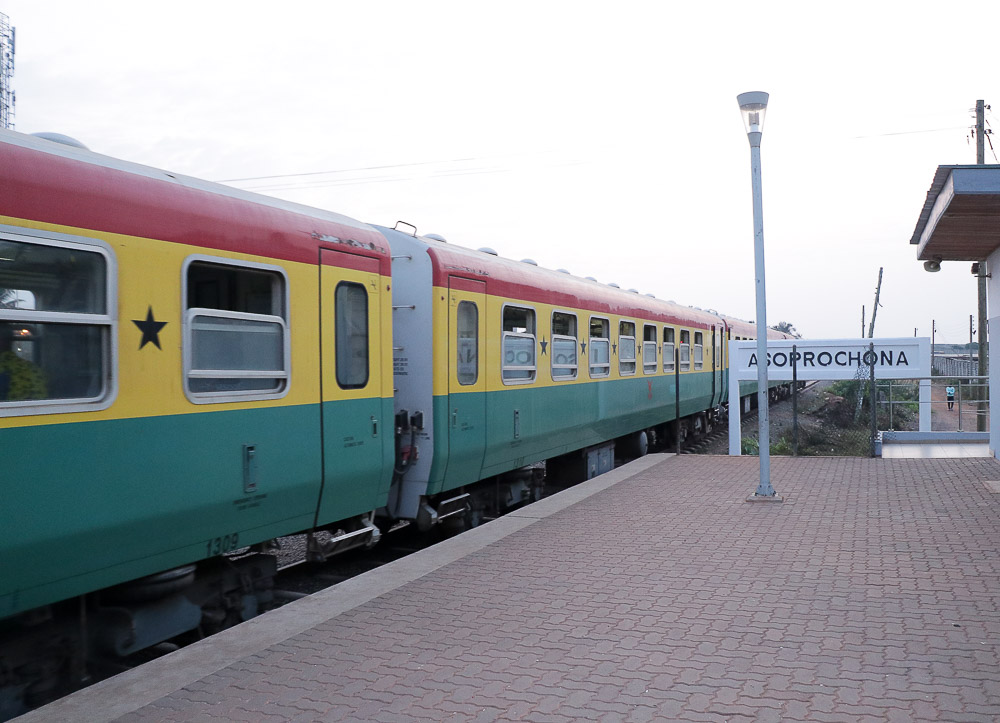
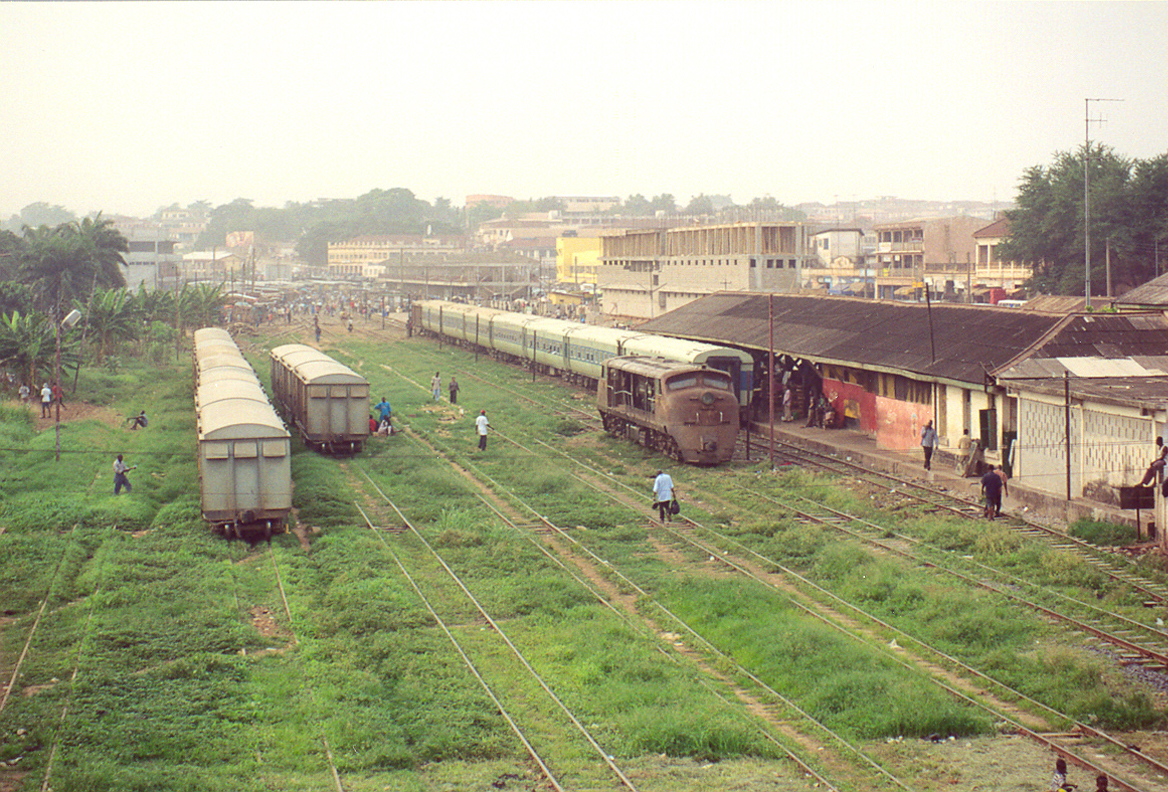
Kumasi állomás 2005-ben
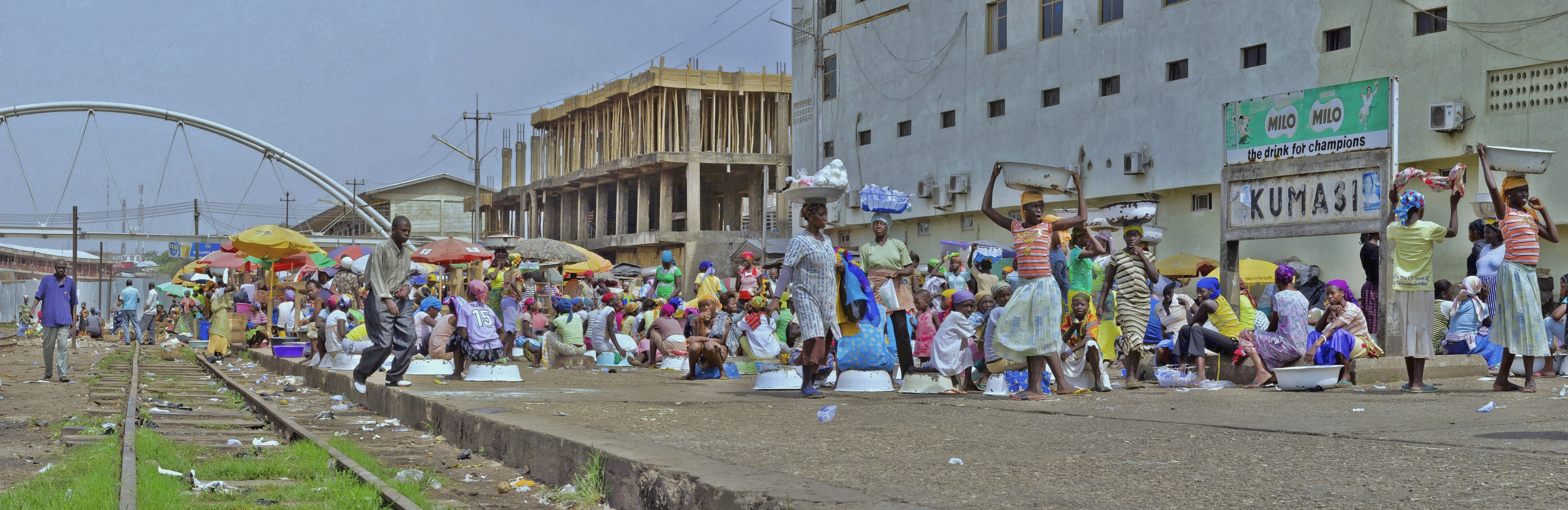
Kumasi állomás 2011-ben
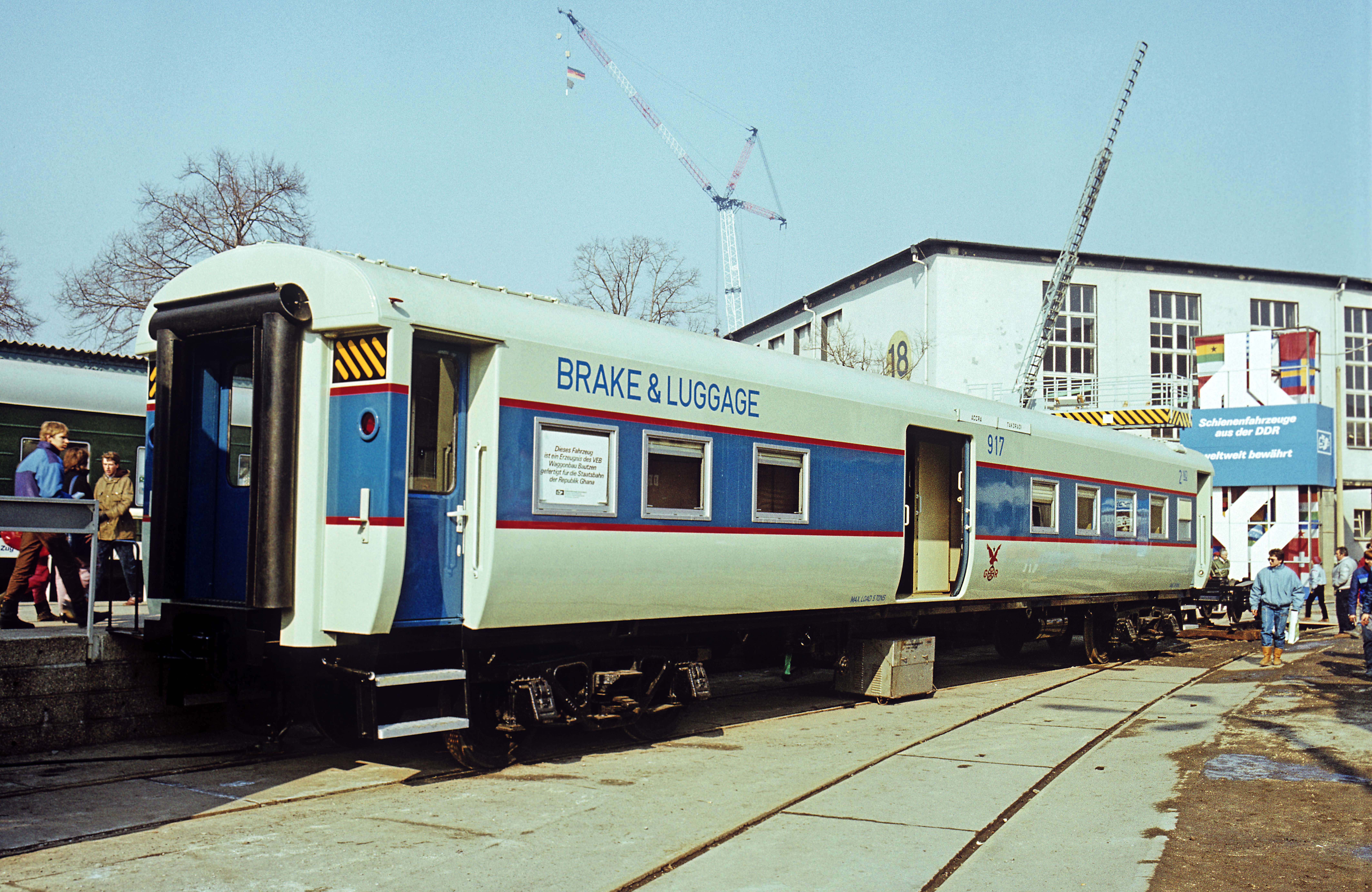
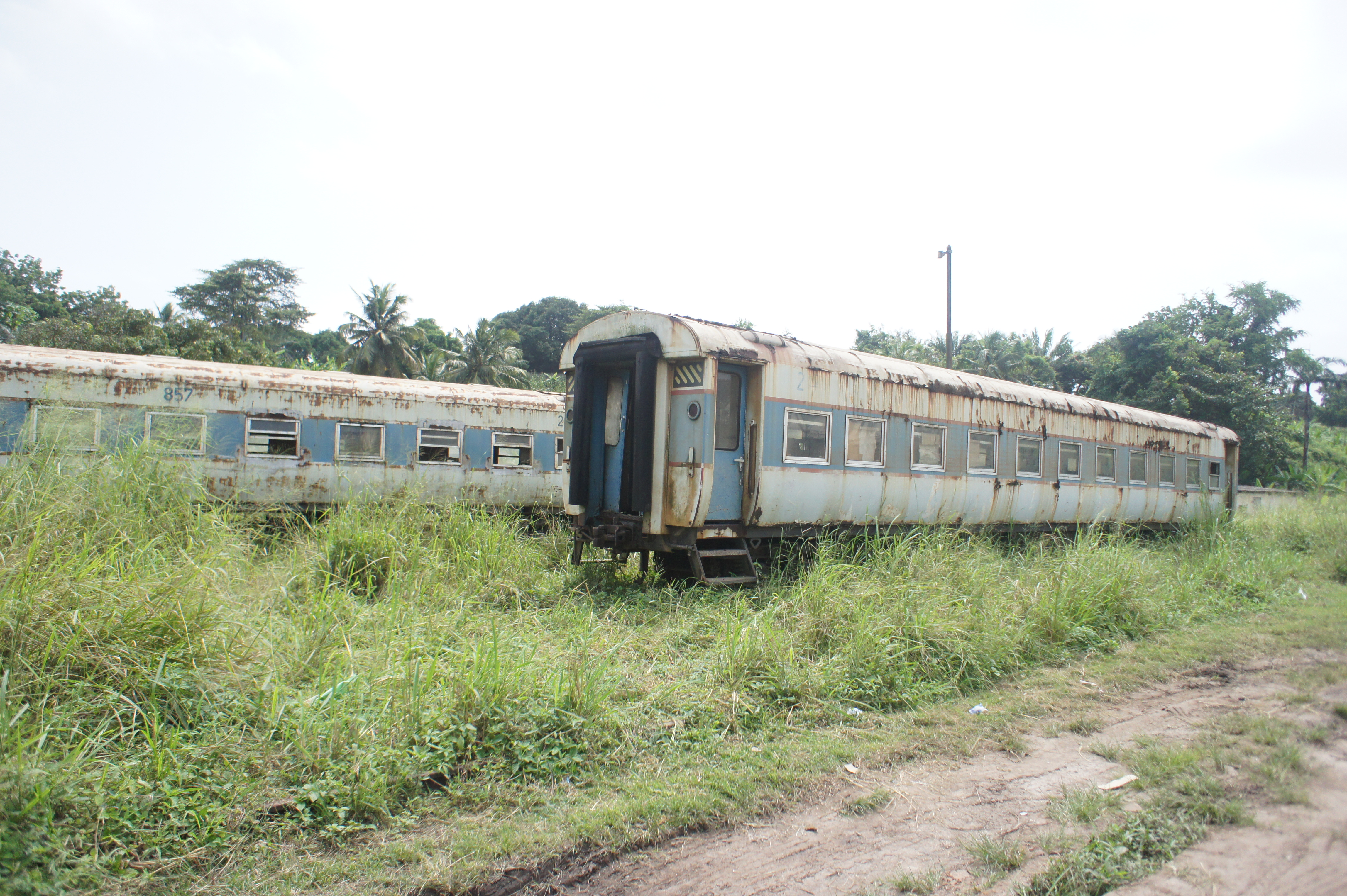
Pusztuló vagonok 2011-ben